# Lac-Bouchette
Lac-Bouchette es un municipio canadiense situado en la provincia de Quebec.

## Superficie
Lac-Bouchette tiene una superficie de 904,26 km².

## Demografía
En 2021, tenía 1183 habitantes, una densidad poblacional de 1,3 hab./km², y 956 viviendas.